# Gabeca Pallavolo
La Gabeca Pallavolo è stata una società pallavolistica maschile italiana con sede a Monza.

## Storia

Francesco Dall'Olio serve un attacco a Ronald Zoodsma, due tra i protagonisti nella competitiva Gabeca Montichiari d'inizio anni 90.

La Gabeca Pallavolo viene fondata nel 1975 a Carpenedolo: nei primi anni di attività partecipa a campionati di livello locale e regionale fino a quando nella stagione 1985-86 esordisce in Serie B: al termine del campionato, il primo posto in classifica, regala alla squadra una nuova promozione, in Serie A2.
Nell'annata 1986-87, spostando la propria sede e campo di gioco a Montichiari, la Gabeca Pallavolo fa il suo esordio nella pallavolo professionistica: con la vittoria del torneo il club ottiene una nuova promozione, questa volta in Serie A1, massima divisione del campionato italiano. Dopo una prima annata conclusa con l'ottavo posto in regular season e l'uscita ai quarti di finale dei play-off scudetto, la squadra riesce, nella stagione 1988-89 a concludere il campionato al quarto posto, qualificandosi, per la prima volta, a una competizione europea, ossia alla Coppa CEV, dalla quale uscirà nei quarti di finale. I buoni risultati ottenuti nelle stagioni seguenti, la qualificano per tre volte consecutive alla Coppa delle Coppe: in questo torneo ottiene le prime i primi successi, con le vittorie nell'edizione 1990-91 e 1991-92, oltre a un terzo posto in quella 1992-93; partecipa inoltre per due volte di fila alla Supercoppa europea, venendo però sempre sconfitta.
A partire dalla stagione 1993-94 la squadra ha sempre un andamento costante in campionato, chiudendo nelle zone di metà classifica e uscendo ai play-off scudetto ai quarti di finale, eccetto nell'edizione 1995-96, quando viene eliminata agli ottavi di finale: nella stessa annata raggiunge però le semifinali in Coppa Italia, altro torneo dove la Gabeca Pallavolo non va mai oltre i quarti di finale, tranne nell'edizione 1999-00 quando riesce a raggiungere la finale, sconfitta poi dalla Sisley Volley; il risultato è comunque utile per qualificarla nuovamente a una competizione europea, ossia alla Coppa CEV 2000-01, dove sarà poi sconfitta in semifinale.
Dalla stagione 2002-03 a quella 2005-06 la Gabeca Pallavolo non riesce più a trovare la qualificazione né ai play-off scudetto, né alla Coppa Italia: in questa ritornerà a partire dall'edizione 2006-07, mentre ai play-off dall'edizione 2007-08. Nel 2009 la società sposta la sede a Monza: nello stesso anno, a causa di un incidente mortale che vede coinvolto il presidente della società, Marcello Gabana, sua figlia, Giulia Gabana, prende in mano le redini della squadra.
Il quarto posto in regular season nella stagione 2010-11, permette al club di partecipare alla Coppa CEV 2011-12: nel torneo la formazione monzese sarà sconfitta nelle semifinali; al termine del campionato 2011-12 la Gabeca Pallavolo cede il titolo sportivo al Gruppo Sportivo Robur Angelo Costa, cessando ogni tipo di attività.

## Palmarès

La rosa della Gabeca-Ecoplant Montichiari nella stagione 1991-92, vincitrice della sua seconda Coppa delle Coppe consecutiva.

- Coppa delle Coppe: 2

1990-91, 1991-92